# نيكلاس سفينسون
نيكلاس سفينسون (بالسويدية: Niklas Svensson)‏ هو صحفي ومقدم تلفزيوني ومؤلف سويدي، ولد في 15 يناير 1973 في Asarum ‏ في السويد.